# Список персонажів «Вовчиця і Прянощі»
Це список персонажів аніме, манґи та новел Spice and Wolf.

## Головні персонажі

### Холо

Холо

Сейю: Кошімізу Амі
Холо (яп. ホロ) — вовчиця, божество урожаю. Родом з Півночі, які називаються Йоітсу. Вона уклала договір з мешканцями містечка і села Пасурое, пообіцявши забезпечувати хороший урожай пшениці щороку. Але час йшов і жителі міста і села стали все менше вірити в Холо, і вже не сподівалися на неї, як колись. Тому Холо вирішила покинути село, сховавшись у пшениці, у возі мандрівного торговця Лоуренса, і повернутися на північ, в те місце, де вона народилася, і яке вважає своїм домом. Холо подорожує разом з Лоуренсом з міста в місто, попутно допомагаючи своєму супутникові вирішувати різні проблеми. Хоча іноді часом вона і є їх причиною. Холо приймає форму юної дівчини з вовчими вушками і довгим пухнастим хвостом. Також вона може приймати свою справжню форму — величезної вовчиці, що наводить страх на людей. Щоб змінити форму, їй потрібно або випити трохи крові, або з'їсти зерна пшениці. Називає себе «Холо Мудра Вовчиця». Завдяки своїм чутливим вовчим вушкам легко розпізнає правду і брехню. Багатовіковий досвід допомагає їй добре розбиратися в людях. Уважна і спостережлива. Хитра і не гребує обманом заради вигоди. Часто приносить Лоуренсу прибуток, але так само часто стає джерелом проблем. Практично весь час Холо була самотня, тому іноді вона показує тендітну сторону своєї душі. Холо покладається на Лоуренса, оскільки боїться самотності, що Лоуренс дуже добре розуміє, будучи мандрівним торговцем, і по-своєму намагається підтримувати і втішати її. Також Холо добре усвідомлює і боїться такої величезної різниці в тривалості їх життів. Для неї людське життя немов мить. Холо досить сильно боїться цього, хоч і приховує це за своїми жартами. Холо любить жартувати над Лоуренсом. Але незважаючи на те вона повільно, але вірно закохується в нього. З часом вона також починає відчувати до Лоуренса глибокі почуття. Вона обожнює смачну їжу і алкоголь, солодке, але особливо любить яблука. Холо пишається своїм хвостом і постійно проявляє особливу турботу про нього: розчісує, гладить, підтримує в доглянутому стані.

### Лоуренс Крафт

Лоуренс Крафт

Сейю: Фукуяма Джун
Лоуренс Крафт (яп. クラフト・ロレンス) — 25-річний мандрівний торговець, який подорожує з міста в місто для купівлі та продажу різних речей, щоб заробляти на життя. Він став учнем торговця у 12 років, а коли виповнилося 18 років Лоуренс почав своє самостійне життя. Його мрія — зібрати достатньо грошей, щоб відкрити свій власний магазин.
Одного разу він зустрічає Холо та погоджується взяти її з собою, щоб допомогти їй повернутися на північ. Холо допомагає йому завдяки своїй мудрості та використовуючи загострені вовчі відчуття. Разом вони не лише виходять з безлічі неприємних ситуацій, але і збільшують свій грошовий капітал. Подорожуючи, Лоуренс і Холо проявляють взаємні підсилюються почуття, прихильність і турботу один про одного. Хоч Лоуренс і рідко показує своє ставлення і почуття до Холо, але він по-справжньому дбає про неї. Разом вони не тільки виходять з безлічі неприємних ситуацій, але і збільшують свій грошовий капітал. Холо дорога Лоуренсу, але він прагне не проявляти свої почуття відкрито. Лоуренс дуже добрий, розважливий і розумний. Він легко піддається «жіночим хитрощам», тому Холо часто дражнить його цим. Також Лоуренс небайдужий до блондинок, що проявляється у епізодах із Норою. Він згадував, що за своє життя був атакований вовками вісім разів. Нарешті, в завершенні серіалу, Крафт Лоуренс відкрито зізнається Холо в любові, жертвуючи заради неї своєю мрією, а вона відповідає йому взаємністю.

## Другорядні персонажі

### Нора Арендт
Сейю: Маї Накахара
Перша поява Нори Арендт (яп. ノーラ·アレント Нора Arento) в другому томі роману. Вона є досвідченим пастухом з підконтрольного Церкви міста Рубінхейген. Її помічником і вірним другом є пастуший пес на ім'я Енокі. Мрія Нори — кинути свою нинішню роботу і стати професійною швачкою, тому вона погоджується допомогти Лоуренсу і Холо, і йде на небезпечну контрабанду золота. Її вважають чаклункою і язичницею через здатність провести будь-кого цілим і неушкодженим крізь ліс, повний вовками.

### Хлоя
Сейю: Каорі Надзука
Хлоя (яп. クロエ Kuroe ?) — це оригінальний аніме-персонаж. Вона житель села Пасурое. Лоуренса вона знає протягом тривалого часу, саме він її навчив навичкам торгівлі. Хлоя насправді не знає, що відчуває до Лоруенса, але поважає його як вчителя та доброго друга. Пізніше їх дружба розірвалася, коли Хлоя стала союзником Церкви, щоб захопити Холо і Лоуренса. Вона замінює Ярея в аніме.

### Ярей
Ярей — персонаж лайт-роману і манґи. Він фермер Пасурое і має багаторічний досвід сприяння угод з Лоуренсом. У день, коли Лоуренс проходить через Пасурое Ярей «ловить вовка» в щорічному фестивалі врожаю міста. Натомість Холо тікає до великого снопа пшениці у повозці Лоуренса. Коли вони зустрінуться знову в Пасіо Ярей, звичайно, знає про існування Холо, але, дивлячись їй в очі, він не приховує своєї віри в сучасні методи і хоче роздобути її для Церкви.

### Фермі Аматі
Сейю: Саеко Тіба
Фермі Аматі (яп. フェルミ·アマーティ Ferumi Аматі ?) — персонаж, що з'являється в другому сезоні «Вовчиця і прянощі» (перша поява у в третьому томі лайт-новели). Він є торговцем, як Лоуренс і розвиває ситуацію с Холо, яка приводить його зробити їй пропозицію. Аматі Фермі, як і Крафт Лоуренс, використовує своє прізвище для бізнесу. Він проявляє романтичний інтерес до Холо. Холо придумала складну історію, що вона була черницею, яка подорожує з Лоуренсом, щоб погасити свій борг йому, тому Аматі говорить Лоуренсу, що він купить їй свободу та зробить їй пропозицію. Лоуренс погоджується з договором Аматі. Зрештою, він вирішує відмовитися від пропозиції руки і серця після деяких подій з ринком піриту, змушуючи його втрачати гроші.

### Діан (Діана) Рубенс
Сейю: Акено Ватанабе
Діан (Діана) Рубенс (яп. ディアン·ルーベンス Діан Rūbensu ?), який вперше з'являється в 3-му томі роману, є літописцем, що живе в Кумерсун. Вона любить збирати язичницькі казки і вірування. Лоуренс прийшов до неї, щоб попросити інформацію про місце народження Холо Йойтсу. Оскільки Діана звучить як чоловіче ім'я, вона просить Лоуренса називати її Діаною. Згідно Холо, Діана не людина, а гігантський птах у людській формі. Вона закохалася у священика і провела кілька років, допомагаючи йому побудувати церкву. На жаль, священик зауважив, що вона ніколи не старіє і це стало підозрілим, тому залишив Діану її любові.

## Інші персонажі

### Марк Коул
Сейю: Рікія Кояма
Марк Коул (яп. マルク·コール Maruku Кору ?) — продавець пшениці в купецькому місті Кумерсун. Він допомагає Лоуренсу у його змаганні з Аматі, і забезпечує діалоговий контрапункт Лоуренсу і Холо.

### Єва Боланд
Сейю: Ромі Парк
Єва Боланд — комерсант з портового міста Лонос. Вона завжди одягнена таємничо. У зв'язку з подіями в минулому, цей вона побоюється майже всіх. Хоча Єва стає говіркою за певних обставин і має гостре око на людей і бізнесу. Вона насправді з благородної сім'ї. Єва організовувала таємні операції контрабанди з церквою, а потім залишила їх після того як вона відчувала, що вони більше не потребують на співпрацю. Укладає контракт з Лоуренсом, від якого він не може відмовиться.

### Граф Ейрендотт
Граф Ейрендотт — невидимий другорядний персонаж, чия участь в інциденті валютної спекуляції побічно викликає центральний конфлікт між Хлоєю і Лоуренсом. Граф добре відомий в регіоні своєю прогресивною політикою.

### Рітчен Марлхейт
Рітчен Марлхейт (зазвичай іменуються як Марлхейт) — другорядний персонаж першого сезону аніме. Він є менеджером торговельної компанії в Пассіо, дуже хитрий і досвідчений купець. Тим не менш, він надає важливу допомогу Холо і Лоуренсу під час інциденту валютних спекуляцій.

### Вайс
Вайс — другорядний персонаж і один із сподвижників бізнесу Лоуренса з першого сезону аніме. Житель Пассіо і грошовий дилер за професією. Він надає послуги з обміну валюти та ринкової інформації Лоуренсу, він проходить через місто.

### Зелен
Зелен — другорядний персонаж з першого сезону аніме і мандрівний купець схожий на Крафта Лоуренса. Насправді він є одним з багатьох агентів найняті торговою компанією Медіоха, щоб обдурити інших торговців в покупці девальвації срібла Треніті. Хоча вони знають, що Зелен бреше, Лоуренс приймає його пропозицію в надії на отримання прибутку шляхом впливу на змову з метою конкуруючої компанії.